# Megapodius laperouse
Megapodius laperouse là một loài chim trong họ Megapodiidae.
Loài chim này chim vẫn còn được tìm thấy trong Marianas. Loài chim này được ghi nhận trước đây trên các đảo Asuncion, Agrihan, Pagan, Aguijan và Alamagan. Một số lượng còn lại của một vài loài chim có thể tồn tại trên Saipan và Tinian, và nó đã tuyệt chủng trên Rota và Guam. Các nhóm nhỏ của các loài chim thường xuyên các bụi và bụi cây của các đảo xa thấp trong khu vực; tuy nhiên, khi có mặt trên các đảo lớn hơn, chúng cũng có thể được tìm thấy trong đất liền trên mặt đất cao hơn.
Môi trường sống của loài chim này là rừng rậm và nó là ăn tạp, ăn nhiều loại thực phẩm từ sàn rừng.